# Place de Gand
Le place de Gand est une place de Lille, dans le Nord, en France.

## Situation et accès
Il s'agit de l'un de l'une des places du quartier du Vieux-Lille qui se situe dans le prolongement de la rue de Courtrai pour déboucher sur la Rue de Gand. Le site figure parmi les îlots regroupés pour l'information statistique (IRIS No 0202 - VIEUX LILLE 1) de Lille, tels que l'Insee les a établis en 1999.

## Origine du nom
Elle porte le nom de la ville belge de Gand car elle jouxte la rue éponyme qui était l'amorce de la route de Gand.

## Historique
La place est située au nord-est de l'ancien château de Courtrai à l'intérieur de l'agrandissement de Lille en 1617-1622.